# Nicholas Megalis
Nicholas Megalis (nascido em 8 de Abril de 1989) é um cantor, compositor, produtor, diretor, escritor e artista dos Estados Unidos. Ele é mais conhecido pelos seus vídeos musicais no Vine.

## Discografia
- Hands To The Sky, We All Wave Goodbye To Our Mothers
- I See The Moon
- Whatever I Am, You'll Understand
- Praise Be, Hype Machine
- I Find It Sexy How You Mislead Me
- Side A
- Gummy Money
- Forget it in a day
- In No Sense